# Sténio Vincent
Sténio Joseph Vincent, född 22 februari 1874, död 3 september 1959 , var president på Haiti 18 november 1930-15 maj 1941.